# Zespół Schwartza-Jampela

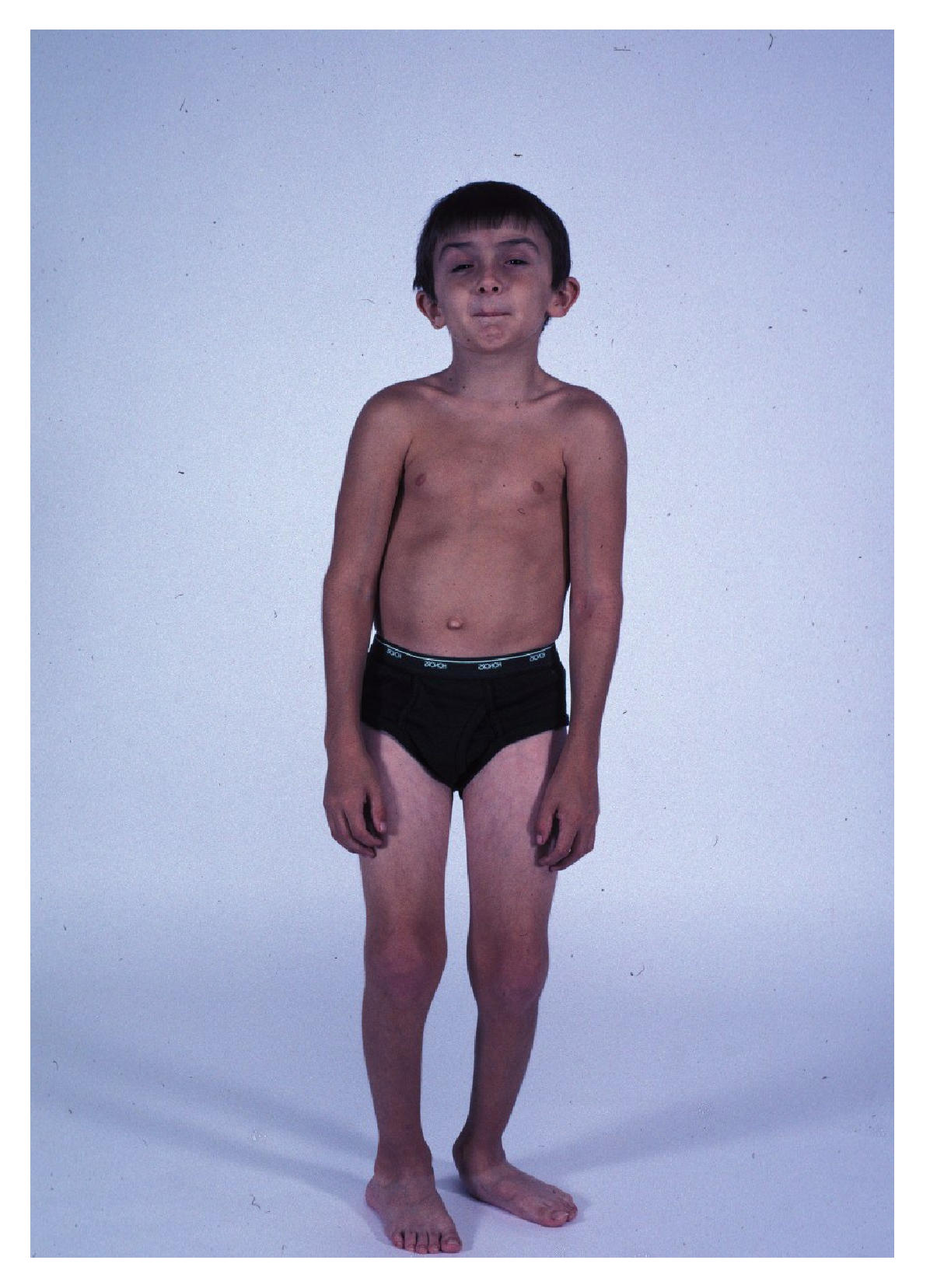
Pacjent z zespołem Schwartza-Jampela

Zespół Schwartza-Jampela (ang. Schwartz-Jampel syndrome, SJS) – rzadka choroba genetyczna charakteryzująca się miotonią i dysplazją kostną. Przebieg schorzenia może być postępujący. Fenotyp choroby nie jest jednorodny; wyróżniono dwa typy zespołu, obydwa o typie dziedziczenia autosomalnym recesywnym, określane jako typ I i typ II; w obrębie typu I wydzielono typy IA i B, różniące się nasileniem objawów. Najczęstszy typ, IA, charakteryzuje sztywność mięśni, łagodna słabość mięśni (zazwyczaj niepostępująca) i szereg mniej istotnych nieprawidłowości. Typy IB i II znane są także w piśmiennictwie jako zespół Stüve-Wiedemanna.
Zespół został opisany w 1962 roku przez Oscara Schwartza i Roberta Jampela u dwójki rodzeństwa i następnie przez Aberfelda i wsp. w 1965 roku.